# Kadaň
Kadaň (tjekkisk udtale: [ˈkadaɲ]; tysk: Kaaden) er en by i distriktet Chomutov i   regionen Ústí nad Labem i Tjekkiet med omkring 18.000 indbyggere. Den ligger på bredden af floden Ohře (Eger). Kadaň er et turistcenter med attraktioner som Franciskanerklosteret og den historiske plads med sengotisk rådhustårn. Den historiske bykerne er velbevaret og er beskyttet ved lov som et bymonumentreservat.
Landsbyerne Brodce, Kadaňská Jeseň, Meziříčí, Nová Víska, Pokutice, Prunéřov, Tušimice, Úhošťany og Zásada u Kadaně er administrative dele af Kadaň.

## Geografi
Kadaň ligger omkring 13 km  sydvest for Chomutov og 31 km  nordøst for Karlovy Vary. Den ligger på grænsen mellem Mostbækkenet  og Doupov-bjergene. Den nordlige spids af kommunens område strækker sig ind i Ertsbjergene. Det højeste punkt er bakken Dubový vrch på 691 meter  over havets overflade, beliggende på den sydlige grænse af området. Et bemærkelsesværdigt træk er også Úhošť-bakken, som sammen med sine omgivelser er beskyttet som et nationalt naturreservat.
Kadaň ligger på bredden af Ohře -floden (Eger). På floden ligger Kadaň Reservoir med et areal på 67,2 hektar. Det stod færdigt i 1972. Dens hovedformål er at sikre et minimumsflow under reservoiret, men det tjener også til energiforbruget og til rekreation og vandsport.
I bronzealderen var plateauet på Úhošť beboet, og der var et keltisk bakkefort. Ifølge nogle teorier stod Wogastisburg Slot her, som var skueplads for slaget ved Wogastisburg mellem frankere og slaver i 631.

### 11.-18. århundrede
Den første skriftlige omtale af Kadaň er fra 1183. Den blev formentlig grundlagt som en markedsboplads under koloniseringen af området i begyndelsen af det 11. og 12. århundrede. Omkring 1260 blev Kadaň forfremmet til en fri kongeby, og slottet blev bygget. En omfattende brand i 1362 ødelagde byen og slottet, men alt blev genopført og suppleret med bedre fæstningsværker. Kong Charles 4. tildelte den dog flere kommunale rettigheder (en vingård og et årligt marked), hvilket fik det til at blomstre igen.
I 1421, under hussitterkrigene, blev byen erobret af hussitterne, som kontrollerede den indtil krigens afslutning. Fra midten af 1400-tallet var byen pantsat til forskellige kreditorer i det kongelige kammer.  Jan Hasištejnský fra Lobkowicz grundlagde franciskanerklosteret og de fjorten hellige hjælperes kirke.
I 1534 blev aftalen "Kadaň religiøse fred" forhandlet her, mellem protestanter fra Württemberg og kejser Ferdinand 1. for den katolske side. Efter Slaget ved Det Hvide Bjerg i 1620 begyndte en voldelig genkatolisering i Kadaň. Under Trediveårskrigen, i 1631, 1635 og 1648, led Kadaň af brande og plyndring fra forskellige hære. Kadaň-slottet forblev en ruin indtil anden halvdel af det 18. århundrede, hvor det blev ombygget til kaserne af kejserinde Maria Theresa.

### 19.-20. århundrede
Den sidste store brand beskadigede byen i 1811. Efter revolutionen i 1848 blev byen et distriktscenter.
Efter at Tjekkoslovakiet blev oprettet i 1918, og Kadaň blev en del af det, var de fleste sudetertyskere uenige i denne beslutning. Den 4. marts 1919 demonstrerede de for selvbestemmelse og sluttede sig til Østrig. De tjekkoslovakiske militærstyrker blev sendt ind og forsøgte at kontrollere menneskemængden ved at skyde. Resultatet af den såkaldte Kadaň-massakre var mindst 25 døde og snesevis såret.
Efter München-aftalen i 1938 blev Kadaň annekteret af Nazityskland og administreret som en del af Reichsgau Sudetenland. De lokale tjekkere blev tvunget til at flytte til det centrale Tjekkoslovakiet, og det jødiske samfund blev sendt til koncentrationslejre i Tyskland. Synagogen blev brændt ned under krystalnatten den 9. november 1939. Ifølge Beneš-dekreter blev den tyske befolkning efter 2. verdenskrig fordrevet, og området blev genbosat af tjekkere.

## Seværdigheder
Franciskanerklosteret i Kadaň med de fjorten hellige hjælperes kirke blev grundlagt i det 15. århundrede af Jan Hasištejnský fra Lobkowicz, som er begravet der. Det er et nationalt kulturminde med unikke vægmalerier og sjældne kælderhvælvinger. Det omfatter også haver med en vingård. På grund af den unikke betydning blev der indgivet en ansøgning om dets optagelse på listen over UNESCOs verdensarvssteder. Klosterkomplekset er et center for kulturelle begivenheder og fungerer også som museum.
Kadaň Slot er en kerne af de bevarede bybefæstninger, som omgiver hele byens historiske centrum. Det var et tidligt gotisk slot grundlagt omkring 1260, ombygget til sengotisk og renæssancestil i det 16. århundrede. Den indeholder en udstilling om dens historie. En anden del af befæstningen er barbican af den oprindelige Žatec-port, en af de fire vigtigste byporte. Det blev bygget i 1458 og er en af de ældste defensive bygningsværker af sin art i Centraleuropa.
Mírové-pladsen og dens omgivelser udgør det historiske centrum. Rådhuset blev bygget i det 14. århundrede og tjener stadig sit oprindelige formål. Et af byens mest kendte vartegn og symboler er Rådhustårnet. Det blev bygget i det 16. århundrede og er den højeste bygning i byen på 53,75 meter. Det er åbent for offentligheden som et udsigtstårn. Pladsen omfatter også Kirken for Det Hellige Kors Ophøjelse, Den Hellige Treenighedssøjle og et barokspringvand, som kaldes Šlikovský dam på grund af sin størrelse.